# Altensien

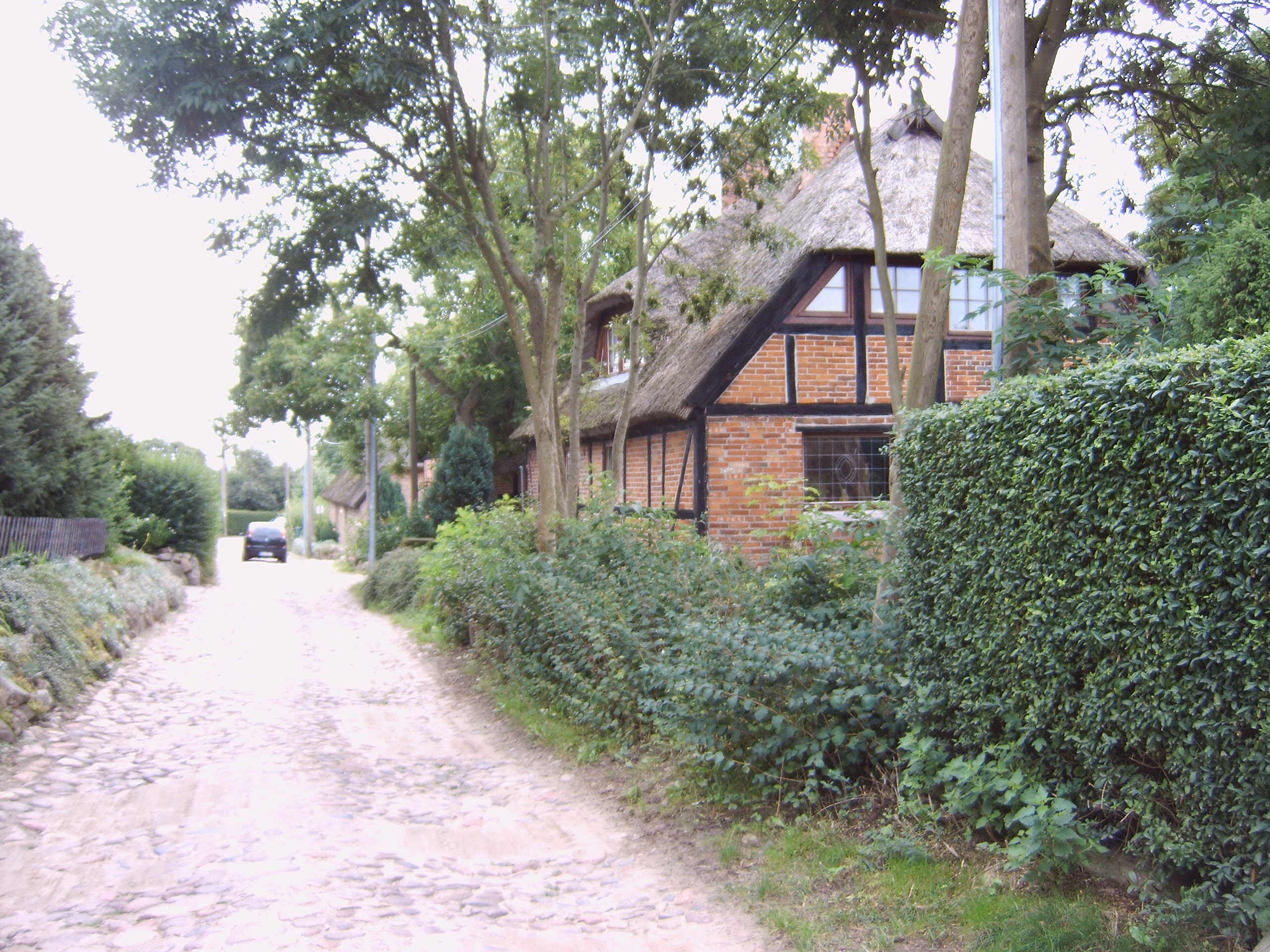
Straße durch Altensien

Altensien ist ein am Selliner See gelegener Ortsteil des Ostseebades Sellin auf Rügen. Das Dorf ist durch einen ländlichen Tourismus geprägt.

## Geschichte
Eine erste urkundliche Erwähnung erfolgte 1318 als Antiqua Swertzin in der Roeskilder Matrikel. Herkunft und Bedeutung des Namens sind nicht sicher bekannt. Der Name geht auf den slawischen Wortstamm swar, swer oder svirt zurück und könnte sich auf die wald- und wildreiche Gegend beziehen. Möglich ist jedoch auch eine Bedeutung im Sinne von Grille.
Später wurde der Ort als Olden Swertzin urkundlich als Besitz der Herren zu Putbus erwähnt. Diese verkaufen den Ort an die Familie von Jasmund. Heinrich von Jasmund auf Sagard verkaufte es 1455 an das Kloster Eldena für 900 Mark. Es erfolgte eine Verpfändung der Restflächen von Nikolaus von Putbus um 1468 für 1200 Mark, er behielt sich aber eine „Löse“ an seinen Schwiegersohn Erasmus Steinweg (Bürgermeister von Stralsund) vor. Diese Löse (Bezahlung der Pfandsumme) scheint erfolgt zu sein. Danach verloren sich die Nachrichten als Klosterbesitz.
Es folgten mehrere Besitzerwechsel, wobei auch mehrere Stralsunder Patrizier Eigentümer waren. Erwähnt werden die Familien Wreen, Heinrich von Jasmund, von Normann, sowie der Bürgermeister von Stralsund Erasmus Steenweg.
Der Ort war bis 1326 Teil des Fürstentums Rügen und danach des Herzogtums Pommern.
Mit dem Westfälischen Frieden von 1648 geriet Rügen und somit auch der Ort Samtens unter schwedische Herrschaft, nachdem der Ort vorher zum Herzogtum Pommern gehörte.
1695 zählten die Schweden bei einer Landaufnahme in Altensien acht Vollbauern, wobei es erhebliche Unterschiede bei der Größe des bewirtschafteten Landes gab. Weiter wurden zwei Kossaten, ein Käther und ein Kuhhirte erwähnt, mit jeweils nur wenig Land. Eine Frau lebte zur Miete. Die Umgebung wurde als so reich an Wölfen beschrieben, dass sich die Haltung von Schafen nicht lohne. In einigen Bauerngehöften wurde auch die Imkerei betrieben. Bei den Hausgrundstücken befanden sich damals schon kleine Gärten, in denen Obstbäume, Kohl und Hopfen standen. Für den Bedarf des eigenen Haushalts wurde jeweils auch Fischfang betrieben. Als Viehbesatz waren bei den größeren Bauern sechs Pferde und vier Kühe sowie Jungvieh üblich. Auf den Feldern wurde neben Roggen vor allem Gerste und Hafer angebaut.
Die Bauern waren gegenüber dem Rittergut Garftitz ganzjährig mit einer Person zu Fuß zum Dienst verpflichtet.

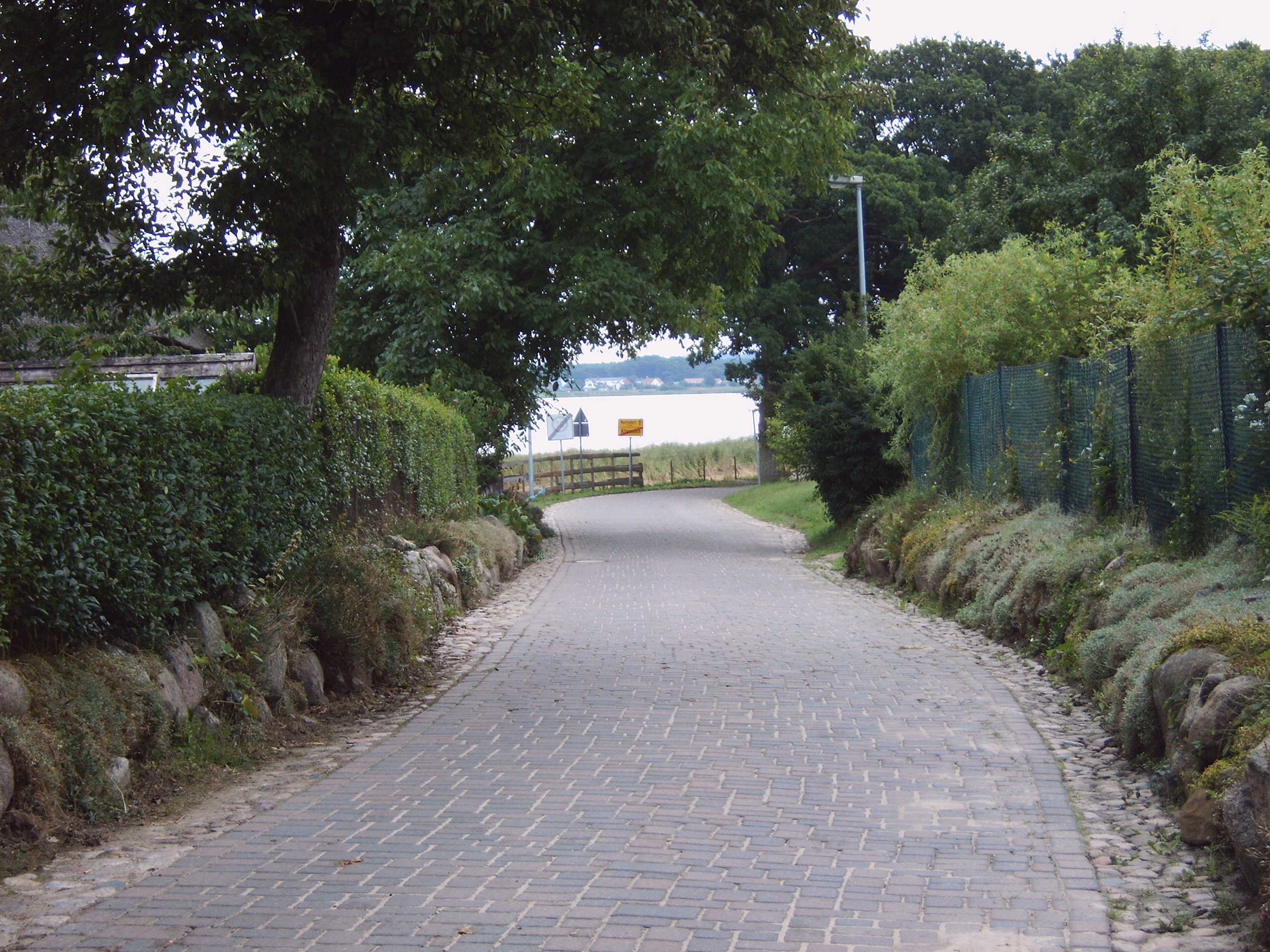
Blick entlang der Straße zum Selliner See

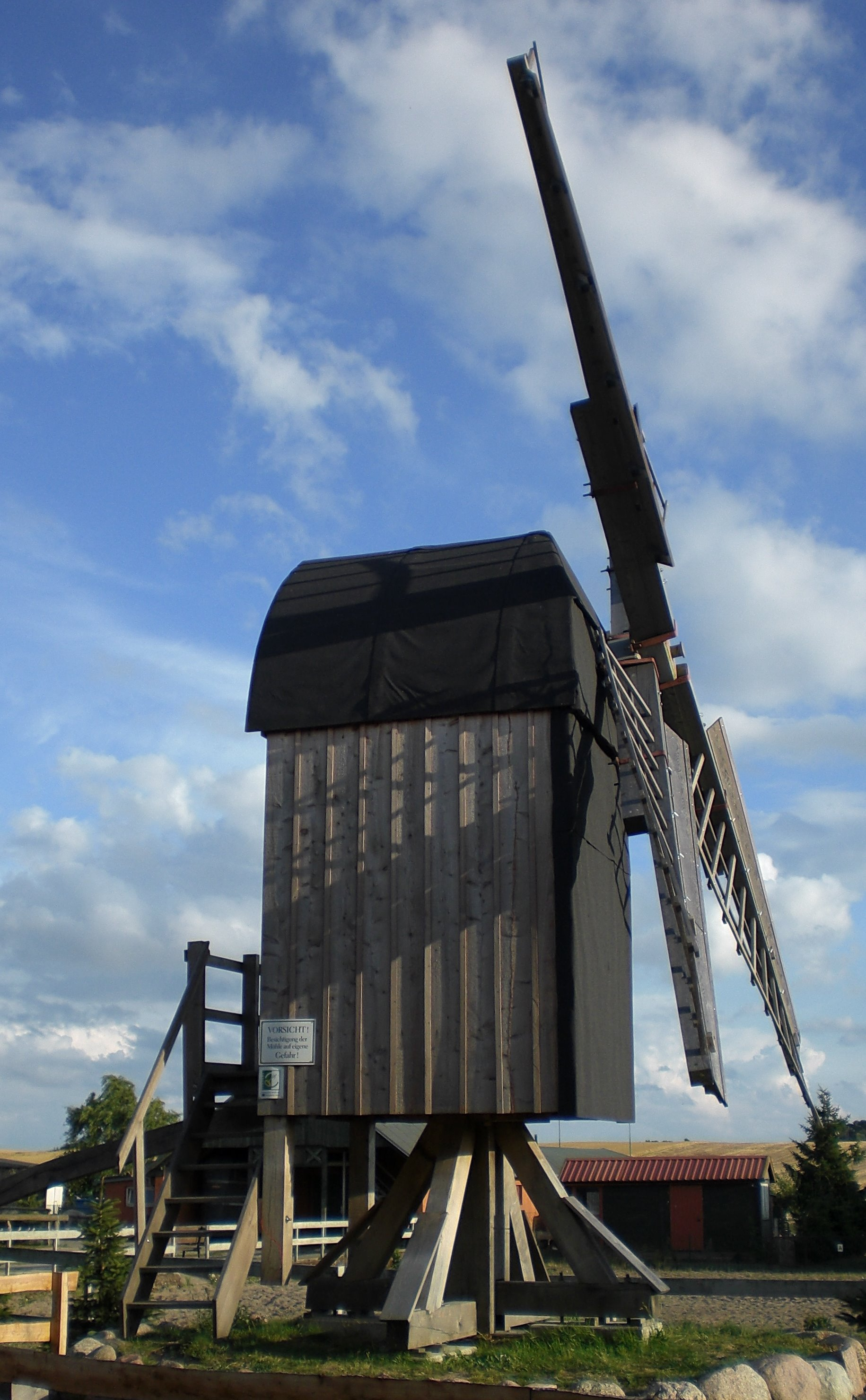
Schrotmühle Altensien

Eine Blüte erlebte der Ort unter der Herrschaft von Moritz Ulrich zu Putbus in der ersten Hälfte des 18. Jahrhunderts. Die Bauernhöfe waren erblich und wurden bei Einrichtung und Ausbau von der Herrschaft unterstützt. Dies änderte sich in der zweiten Hälfte des Jahrhunderts. 1772 wird das Dorf gelegt. Die großen Bauernhöfe wurden aufgelöst. Die vormaligen Erbuntertanen waren nur noch kleine Pacht- und Dienstbauern. Stattdessen entsteht ein kleiner Gutshof.
1804 verzeichnete Altensien 68 leibeigene und nur neun freie Einwohner. Im Jahr 1843 wurde Altensien als Standort der für das Kirchspiel Lancken erforderlichen Schule ausgewählt.
Nach 1945 erfolgte auch in Altensien eine Bodenreform. Die Neubauern wurden Eigentümer der landwirtschaftlichen Flächen. 1953 wurde die LPG Solidarität gegründet.
Gebietszugehörigkeit
Im Jahr 1815 kamen der Ort und Vorpommern zur preußischen Provinz Pommern. Von 1818 bis 1952 gehörte Altensien zum Kreis Rügen (ab 1939 Landkreis Rügen), von 1952 bis 1955 zum Kreis Putbus, ab 1956 wieder zum Kreis Rügen (ab 1990 Landkreis), seit 2011 zum Landkreis Vorpommern-Rügen.
Am 1. Januar 1962 wurde Altensien in das Ostseebad Sellin eingemeindet.

## Bauwerke

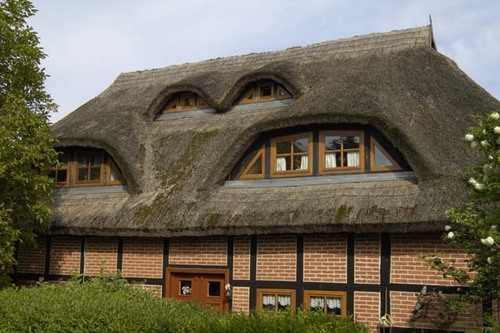
Fachwerkhaus

In Altensien sind noch ein typisches Niederdeutsches Hallenhaus, der sogenannte Zuckerhut, und die Hofformen des 19. Jahrhunderts erhalten. Der Ort ist durch die querstehenden in Backstein- oder Fachwerkbauweise errichteten, mit Schilfrohr gedeckten Wohnhäuser und die Kübbungsdielenscheunen geprägt. Seit 2006 steht neben dem Reiterhof die neuaufgebaute Schrotmühle Altensien.
Am Weg nach Moritzdorf befindet sich das Großsteingrab Goldbusch.